# 938 (numero)
Novecentotrentotto (938) è il numero naturale dopo il 937 e prima del 939.

## Proprietà matematiche
- È un numero pari.
- È un numero composto con 8 divisori: 1, 2, 7, 14, 67, 134, 469, 938. Poiché la somma dei suoi divisori (escluso il numero stesso) è 694 < 938, è un numero difettivo.
- È un numero sfenico.
- È un numero nontotiente (per cui la equazione φ(x) = n non ha soluzione).
- È un numero palindromo e un numero ondulante nel sistema posizionale a base 17 (343).
- È un numero malvagio.
- È un numero intero privo di quadrati.
- È parte delle terne pitagoriche (938, 3216, 3350), (938, 4440, 4538), (938, 31416, 31430), (938, 219960, 219962).

## Astronomia
- 938 Chlosinde è un asteroide della fascia principale del sistema solare.
- NGC 938 è un galassia ellittica della costellazione dell'Ariete.

## Astronautica
- Cosmos 938 è un satellite artificiale russo.